# Perdita haigi
Perdita haigi är en biart som beskrevs av Timberlake 1962. Perdita haigi ingår i släktet Perdita och familjen grävbin. Inga underarter finns listade i Catalogue of Life.